# Prasinocyma albinotatat
Prasinocyma albinotatat là một loài bướm đêm trong họ Geometridae.